# Melanophyllum haematospermum
Melanophyllum haematospermum, también conocida comúnmente como lepiota de láminas rojas, es un hongo basidiomiceto poco frecuente del orden Agaricales que habita en la mayor parte de Europa. Crece en una gran diversidad de sustratos, como suelos grasos, debajo de hayas, roble, lugares quemados y húmedos, entre arbustos, en zonas marginales de los caminos o en basureros ricos en nitrógeno. Tiene un olor afrutado o a rábano, y su sabor es dulce, pero no es una seta comestible.

## Descripción
La seta, o cuerpo fructífero, de este hongo presenta un sombrero muy pequeño, de entre 1 y 3 centímetros de diámetro, convexo o cónico al principio, y plano con un mamelón central en ejemplares viejos. La superficie del sombrerillo es seca, de textura granulada muy fina. Su color es variable, desde el marrón rojizo hasta el pardo oscuro casi negro. El borde presenta restos del velo, que le confieren un aspecto irregular. Las láminas son libres, anchas y ventrudas, de color rosado oscuro en ejemplares jóvenes y más tarde de color rojo sangre muy oscuro. El pie es hueco, de un color parecido al del sombrero y tiene una altura de entre 2 y 4 centímetros y un diámetro entre 0,2 y 0,4. La esporada es gris oliváceo o rojiza, y su carne es blancuzca en el sombrerillo y roja en el pie, algo más oscura en la parte más cercana al suelo, con un olor parecido al del rábanos y sabor dulce, aunque no comestible.